# Ikurriña
La ikurriña (en euskera: ikurrina, pronunciado /ˌiku'riɲa/) es la bandera oficial de la comunidad autónoma del País Vasco. La Ikurriña también es utilizada de manera informal y simbólica para representar a Euskal Herria.
Fue declarada oficial por primera vez en 1936 por el Gobierno Provisional del País Vasco. Estuvo prohibida durante el franquismo hasta su legalización el 19 de enero de 1977. En el País Vasco francés no tiene carácter oficial, aunque sí ondea en varios ayuntamientos. En Navarra colocar la ikurriña en los ayuntamientos estuvo prohibido debido a la Ley de Símbolos de Navarra la cual fue derogada el 30 de marzo de 2017, por lo que ahora es posible verla en algunos ayuntamientos.
Fue creada en 1894 por los hermanos Luis y Sabino Arana, fundador del Partido Nacionalista Vasco, y en un principio correspondía, dentro de la serie de banderas que diseñaron, a la que identificaba el territorio de Vizcaya. Posteriormente pasó a representar a los siete territorios vascohablantes y, con la constitución de la comunidad autónoma del País Vasco, se adoptó como su bandera oficial.

## Historia y simbología

Ikurriña con las proporciones del diseño original de los hermanos Arana, destinado en un primer momento a la representación de Vizcaya

Anteriormente hubo varios intentos de crear una bandera que simbolizara en conjunto a las provincias de Álava, Guipúzcoa y Vizcaya pero no fructificaron, como el realizado por Pedro Manuel de Soraluce.
En 1894, durante la Gamazada, Juana Irujo, esposa de Estanislao Aranzadi, borda un estandarte, según el boceto realizado por los hermanos Arana en el Café Iruña de la capital navarra, que consistía en una cruz de San Andrés roja sobre fondo blanco. Si bien algunos han considerado que este estandarte se correspondía con la primera ikurriña, el propio Luis Arana desmintió tal hecho, aunque sí que fue el primer símbolo nacionalista vasco del que se tiene noticia.
Al inicio de su actividad política, Sabino Arana, el 14 de julio de 1894 fundó la sociedad Euskeldun Batzokija, en el número 22 de la calle Correo de Bilbao: se inició así la organización del Partido Nacionalista Vasco. En la ceremonia de apertura del centro, a las seis de la tarde, el socio de más edad, Ciriaco de Iturri, izó por primera vez la ikurriña que había sido diseñada para esa ocasión por Sabino Arana y Luis Arana.
Según explicaba Arana (por ejemplo, en 1895, por boca de un personaje bizkaitarra en La bandera fenicia), el diseño de la bandera se basó en el del escudo de Vizcaya, y en el lema nacionalista Jaun-Goikua eta Lagi-Zaŕa [Dios y la Antigua Ley].

El fondo de nuestra Bandera es rojo, como el fondo del Escudo (de Vizcaya). [...]
La Cruz blanca de la Bandera es la Cruz blanca del Escudo y el Jaun-Goikua [Dios] del Lema. [...]
La Cruz verde de San Andrés representa a un tiempo por su color el Roble del Escudo y las leyes patrias. [...]
Unidos están la Cruz y el Roble en el Escudo unidos por el eta, el Jaun-Goikua y el Lagi-Zaŕa: del Lema; y unidas por lo tanto en un centro común deben estar en la Bandera las dos Cruces, blanca y verde. Y así como en la unión de la Cruz y el Roble en el Escudo, aquélla ocupa el lugar preferente, y en la unión del Jaun-Goikua y el Lagi-Zaŕa: en el Lema lo ocupa el primero: así también en la Bandera la Cruz blanca está superpuesta a la verde de San Andrés.
Sabino Arana en su artículo "La bandera Fenicia"

La palabra ikurriña, con la grafía ikuŕiña, es también creación de Arana, un neologismo procedente de ikur (símbolo, en euskera) y ehun (tela, en euskera).
Arana diseñó bocetos de banderas para otros territorios vascos, pero no llegaron a tener difusión alguna. La ikurriña, inicialmente símbolo de Vizcaya para el entorno del PNV, se convirtió en unos años en símbolo de Euskal Herria.
Se adoptó como enseña oficial de Euskadi en 1936,[cita requerida] pero fue ilegalizada por el gobierno militar surgido del golpe de Estado contra la II República en 1936. Durante la dictadura franquista, su exhibición fue duramente perseguida en España, lo que la convirtió en un símbolo antifranquista. En parte por ello, se fue popularizando en el País Vasco francés. Durante los inicios de la transición española tras la muerte de Franco, su exhibición siguió estando prohibida (hecho que aprovechó ETA para colocar ikurriñas con bombas-trampa cuyas explosiones causaron la muerte a dos guardias civiles que trataban de retirar sendas ikurriñas), y resurgió paulatinamente; por ejemplo, el 5 de diciembre de 1976: al inicio de un partido de fútbol entre la Real Sociedad de San Sebastián y el Athletic Club, los capitanes de ambos equipos salieron al campo portando una ikurriña; el 19 de enero de 1977 volvió a permitirse su uso en España, y el día 25 de ese mes ondeó por acuerdo municipal, entre otros muchos municipios, en el ayuntamiento de Pamplona, o el de Villava, donde se realizó un referéndum que, al resultar favorable, propició el uso de la enseña en el balcón municipal y en el salón de plenos de esa localidad. En 1979, el artículo 5 del Estatuto de Autonomía del País Vasco la reconoció como la bandera oficial de dicha comunidad autónoma.
La utilizan también los movimientos vasquistas en Navarra y en el País Vasco francés, aunque no es oficial. En estas dos zonas se usa en el plano cultural vascohablante y en el ámbito político nacionalista vasco, y es posible verla ondear en edificios oficiales, según seguidamente se detalla.
Hoy en día es utilizada por todos los partidos políticos del País Vasco y por las casas vascas repartidas por el mundo.

## Construcción de la bandera
La ikurriña fue institucionalizada por primera vez por el Decreto de la Presidencia del Gobierno Provisional de Euskadi el 19 de octubre de 1936 (publicado en el Diario Oficial del País Vasco de 21 de octubre de 1936) y que fue posteriormente modificado por el Decreto de 24 de octubre de 1936 (publicado en el Diario Oficial del País Vasco de 28 de octubre de 1936). En la redacción definitiva del artículo segundo se expresaba que:

La bandera de Euzkadi llevará sobre fondo rojo bermellón, un aspa verde vivo y superpuesta una cruz blanca, las cuales llegarán, respectivamente, hasta los ángulos y los puntos medios de los lados de la bandera. La anchura de las bandas de estas figuras será de 0,43 m. cada una para un pabellón de cinco metros en horizontal y 2.80 metros en vertical, reduciéndose o ampliándose proporcionalmente las medidas según el tamaño total de la enseña.

Esta definición básica se ha mantenido hasta el presente, y de hecho, ha venido siendo confirmada por posteriores regulaciones en la materia como la llevada a cabo por el Consejo General Vasco, según Acuerdo de 18 de diciembre de 1978 (publicado en el Boletín Oficial del Consejo General Vasco de 15 de enero de 1979).
En la actualidad, para las especificaciones técnicas del color se utilizan los siguientes valores:
| Color | Denominación   | Pantone | Cuatricomía                | Color web |
| ----- | -------------- | ------- | -------------------------- | --------- |
| Rojo  | Rojo bermellón | 485 C   | 100% Magenta 100% amarillo | #da291c   |
| Verde | Verde vivo     | 347 C   | 100% cian 100% amarillo    | #009a44   |

En lo referente a sus proporciones, la ikurrina es un rectángulo cuya altura es el 56 % de la medida de la base; la anchura de las bandas que conforman el aspa y la cruz son iguales entre sí, y representan el 8,6 % de la anchura total de la base.

## Uso

### País Vasco

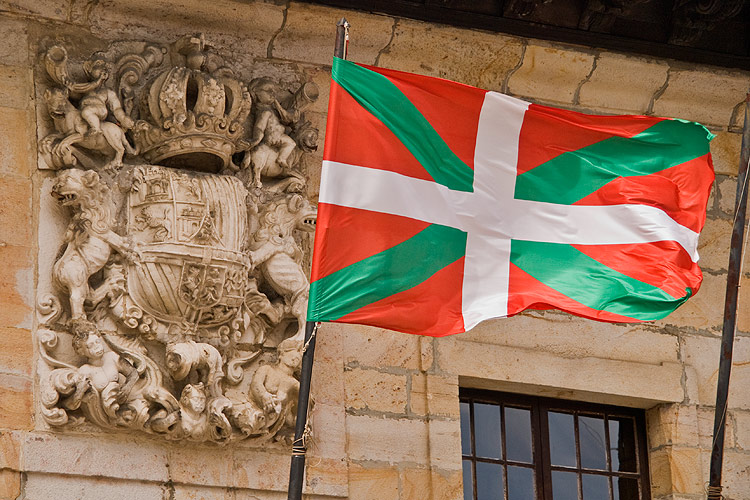
Vista de la ikurriña ondeando en la fachada del Ayuntamiento de Ochandiano, en Vizcaya

Las banderas legalmente reconocidas en el País Vasco son la local, la del territorio histórico, la ikurriña, la española y la europea. Aunque en algunos municipios, mayoritariamente en Vizcaya y Guipúzcoa, solamente ondeen la local y la ikurriña, o únicamente la ikurriña absteniéndose algunos ayuntamientos de colocar la española. En los ayuntamientos de Bilbao y San Sebastián solían ondear exclusivamente las banderas locales. Sin embargo, en aplicación de la ley de Banderas y, tras un proceso judicial, se colocaron, tal y como manda dicha norma, la ikurriña y la bandera española.
En este sentido, en julio de 2007 el Tribunal Supremo resolvió un recurso contra el Gobierno Vasco y falló en favor de que ondeara con carácter permanente la bandera española en la Academia de la Ertzaintza, así como en todos los demás edificios públicos, indicando que así se desprendía de un imperativo constitucional.
Es exhibida a menudo en festejos y eventos deportivos.

### Navarra

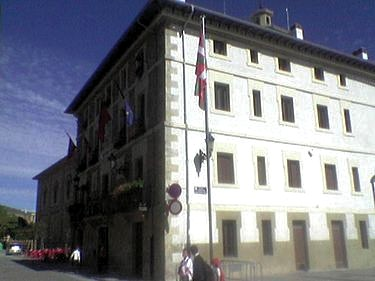
Ikurriña junto al Ayuntamiento de Villava, Navarra (2007)

A pesar de no ser una bandera oficial, es utilizada con frecuencia en Navarra como símbolo político o cultural. Principalmente en el norte y la zona media, varios ayuntamientos exhibían la ikurriña en sus fachadas: los de Leiza y Villava, localidad próxima a Pamplona, entre otros, lo hacían desde la legalización de la bandera en 1977. Tras la Ley estatal para la Regulación de Banderas del 28 de octubre de 1981, el Parlamento navarro recogió dicha normativa el 2 de diciembre de ese año. Después de ello, por ejemplo, el Ayuntamiento de Pamplona decidió el 10 de diciembre de 1981, con los votos favorables de UCD y UPN y la abstención del PSOE, aunque ellos en gran parte eran favorables de que ondease junto con las demás banderas, retirar la ikurriña de la casa consistorial, aunque la mayoría de municipios la mantuvieron.
En 2003, el Parlamento de Navarra, tras alcanzar la mayoría parlamentaria UPN y CDN, aprobó la Ley Foral de Símbolos de Navarra, no exenta de críticas. Esta ley obliga a todas las entidades de la Administración Local de Navarra a exhibir la bandera de Navarra y la bandera de España en el exterior de todas sus sedes y edificios de servicios públicos, así como en despachos y salones de plenos corporativos y prohíbe que ondeen más banderas que la oficial de cada entidad local, la bandera de Navarra, la de España, y la de la Unión Europea, salvo por protocolo en actos de hermanamiento o en visitas oficiales de autoridades de otro país, comunidad autónoma o entidad local. Basándose en esta ley, el uso de la ikurriña quedó prohibido y el ejecutivo foral denunció y pidió la inhabilitación de alcaldes que permitían la colocación de la ikurriña en los edificios municipales, amenazando con retirar las subvenciones públicas a los ayuntamientos que incumplieran la ley.
Algunos alcaldes fueron inhabilitados[cita requerida] por incumplir la ley de símbolos por ondear en sus ayuntamientos únicamente las banderas de Navarra y la ikurriña.
Otros ayuntamientos navarros se limitan a hacer ondear solo las banderas oficiales y retirar la ikurriña (dejando la local, la de Navarra, la española y la europea o simplemente la local y la navarra) y otros se decidieron por retirarlas todas o dejar únicamente la local. Algunos consistorios colocan la ikurriña en la balconada fuera de los mástiles en sus fiestas locales, ya que la ley no recoge nada sobre su uso fuera del mástil.
En Villava, cuyo ayuntamiento de UPN había retirado la ikurriña tras la aprobación de la ley, tras el cambio de gobierno del año 2007 en favor de NaBai, el pleno del ayuntamiento aprobó la colocación de un mástil en las proximidades del ayuntamiento en el que ondease la ikurriña.[cita requerida] Sin embargo, UPN promovió la apertura de un expediente administrativo instando a la retirada de dicho mástil, retirando el consistorio dicha bandera. En la actualidad, la ikurriña ondea junto a la bandera de Navarra en mástiles en el parque municipal cercano al ayuntamiento.
También en otros ayuntamientos navarros se aprobó mediante referéndum[cita requerida] o votación en el pleno municipal colocar la enseña en un lugar público destacado pero ajeno al consistorio para eludir las sanciones, sin que en estos casos se actuara judicialmente como en el caso de Villava. En estos casos la ikurriña es colocada en un mástil en la plaza del Ayuntamiento.
A pesar de que ayuntamientos como el del Baztán llevaron el caso hasta el Tribunal Constitucional, actualmente ya ningún ayuntamiento iza la ikurriña en el balcón consistorial de forma permanente.
Es exhibida a menudo en festejos y eventos deportivos. Durante años, bajo gobierno de UPN del ayuntamiento, la presencia de la ikurriña en el chupinazo de los Sanfermines era objeto de controversia, ya que la policía no permitió su exhibición en la plaza hasta el cambio de alcaldía en el 2015. En el año 2013 el chupinazo se retrasó después de que unos desconocidos colgasen la ikurriña de los tejados de la plaza Consistorial, situándola frente al Ayuntamiento.
En el año 2017 el nuevo gobierno de Navarra, formado por los partidos Geroa Bai, Bildu, Podemos e Izquierda Unida, acuerdan derogar la ley de 2003 y que entre en vigor provisionalmente la del año 86, recayendo en las mayorías municipales la decisión de qué bandera exhibirán en sus edificios junto a la bandera de Navarra. Se abre así la posibilidad, prohibida por la ley de 2003, de que los ayuntamientos decidan por mayoría poner la ikurriña en los mástiles oficiales junto a la bandera de la Comunidad foral. La ikurriña podrá volver a estar presente de forma legal en la fachada del Ayuntamiento de Pamplona (o de los consistorios que así lo decidan por mayoría). Así mismo, se ponen como objetivo regular los símbolos de la Comunidad foral de forma «no excluyente» y «recogiendo todas las aspiraciones legítimas de la ciudadanía».

### País Vasco francés
La ikurriña suele utilizarse en el País Vasco francés; según los responsables de turismo del departamento de Pirineos Atlánticos, con la ikurriña se simboliza la región, la lengua y cultura propias de la zona. No hay ninguna ley que regule su uso y ondea en varios ayuntamientos del territorio como Bayona, Hendaya, San Juan de Luz, Espelette, Jaxu, Sare, entre otros, junto a la bandera francesa y la europea, y ondea también en otros edificios como el castillo de Mauleón. Es exhibida a menudo en festejos, actos culturales (como las pastorales) y eventos deportivos.

## Otras utilizaciones

Bandera no oficial de San Pedro y Miguelón, archipiélago francés próximo a Canadá

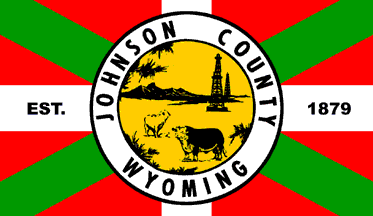
Bandera del condado de Johnson (Wyoming, Estados Unidos

Bandera de la desaparecida Herri Batasuna, utilizada entre 1978 y 2001

La ikurriña es asimismo uno de los elementos que, junto con las banderas de Bretaña y Normandía, aparecen en la bandera local, pero no oficial, y en el escudo oficial de San Pedro y Miquelón (Saint-Pierre-et-Miquelon), colectividad francesa en América del Norte, representando su herencia cultural vasca. Según Alfred Znamierowski, «el azul representa el Océano Atlántico y el barco conmemora al descubridor francés Jacques Cartier, el cual llegó a las islas en 1535. Los emblemas colocados en la franja vertical son recordatorios de que los colonos llegaron del País Vasco (ikurriña), Bretaña y Normandía».
La bandera del condado de Johnson (Wyoming, Estados Unidos) está basada igualmente en la ikurriña.
También existió una bandera que, utilizando los colores del arcoíris, estaba inspirada en la ikurriña y fue empleada por la coalición independentista Herri Batasuna (HB) durante su vida política.

## Significado
Para los nacionalistas vascos, además, es uno de los símbolos de Euskal Herria.
También sectores no nacionalistas de la sociedad vasca se identifican con dicha bandera. Suele encontrarse en los centros culturales vascos (euskal etxeak) repartidos por todo el continente americano, como símbolo de una comunidad cultural.

## Otras banderas no oficiales

Bandera con el Arrano Beltza sobre fondo amarillo, una de sus representaciones más populares
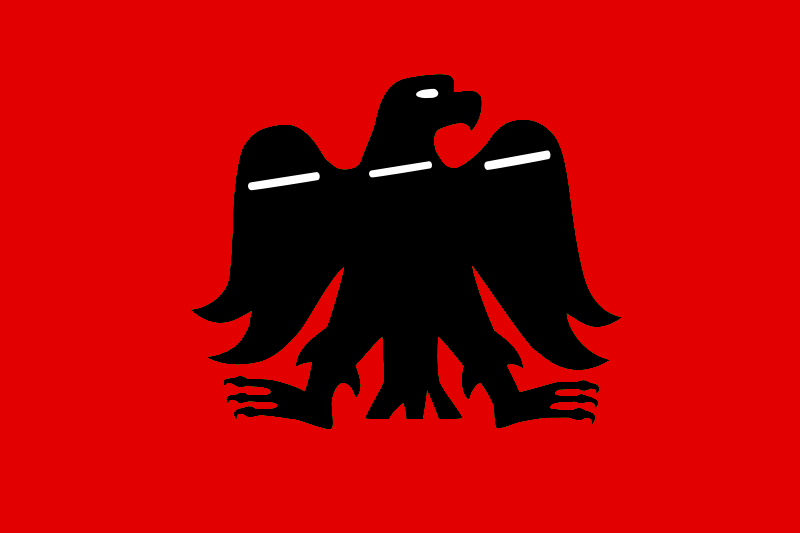
Bandera alternativa con el Arrano Beltza sobre fondo rojo, aludiendo al color representativo del reino de Navarra